# ماركو فرانيكوفيتش
ماركو فرانيكوفيتش (بالسلوفينية: Marko Vranjković) مواليد 9 يناير 1990 في ماريبور، جمهورية يوغوسلافيا الاشتراكية الاتحادية، هو لاعب كرة سلة سلوفيني. بدأ مسيرته الاحترافية في سنة 2008.

## المسيرة الاحترافية
لعب مع نادي دومدجالي لكرة السلة في موسم 2010–2011، ثم لعب مع نادي هوبسي بولزلا لكرة السلة في موسم 2012–2013، ثم لعب مع نادي شينتجور لكرة السلة في سنة 2014.